# FC Bayern München (kosárlabda)
Az FC Bayern München sportegyesületének a kosárlabda osztálya 1946-ban alapult meg.

## Történelem
Az FC Bayern München sportegyesületének kosárlabda osztálya legnagyobb sikereit az 1950-es években érte el a német bajnokság 1954-es és 1955-ös megnyerésével. A csapat 1968-ban nagy sikert ért a német kupa megnyerésével.
2009-ben a sportegyesület egy projektbe kezdett, aminek a célja a kosárlabda csapat a német kosárlabda elitbe való juttatása volt. Ekkor számos külföldi játékost igazolt a csapat. 2014-ben a klub története során harmadik alkalommal nyerte meg a német bajnokságot.

## Eredmények
- Német Bajnokság

Bajnok (3): 1954, 1955, 2014
- Német Kupa

Győztes (1): 1968
- Német másodosztály (ProA):

Győztes (1):2010–11

## Játékosok

### Jelenlegi keret
| Poszt | Mezszám | Ország          | Név                |
| ----- | ------- | --------------- | ------------------ |
| PG    | 4       | USA · macedón   | Bo McCalebb        |
| PG    | 8       | német           | Heiko Schaffartzik |
| PG    | 9       | szerb           | Vasilije Micić     |
| SG    | 10      | német           | Lucca Staiger      |
| SF    | 12      | német           | Robin Benzing      |
| SF    | 14      | bosnyák         | Nihad Đedović      |
| C     | 15      | szerb           | Vladimir Štimac    |
| G/F   | 16      | német           | Paul Zipser        |
| SG    | 17      | német           | Mauricio Marin     |
| PF    | 20      | szerb           | Duško Savanović    |
| SG    | 25      | szlovák · német | Anton Gavel        |
| C     | 32      | német           | Yassin Idbihi      |
| C     | 41      | német           | Daniel Mayr        |
| SG    | 44      | USA             | Bryce Taylor       |
| PF    | 45      | német           | Jan Jagla          |
| C     | 54      | USA             | John Bryant        |

### Híres játékosok
| - Robin Benzing - Bastian Doreth - Robert Garrett - Demond Greene - Steffen Hamann - Yassin Idbihi - Jan Jagla - Hansjörg Krüger - Robert Maras - Olaf Radatz - Heiko Schaffartzik - Dieter Schneider - Klaus Schulz - Philipp Schwethelm - Lucca Staiger - Helmut Uhlig | - John Bryant - Malcolm Delaney - Je'Kel Foster - Darius Hall - Ben Hansbrough - Jamar Howard - Rashad Jones-Jennings - Chad Prewitt - Lawrence Roberts - Tyrese Rice - Bryce Taylor - Brandon Thomas - Deon Thompson - Chevon Troutman - Jonathan Wallace - Tarvis Williams - George Devone - Tony Thomason | - Nihad Đedović - Yotam Halperin - Artur Kolodziejski - Aleksandar Nađfeji - Nedu Onyeuku - Stuart Robbins - Mirko Virijević |

## Szezonok
| Szezon  | B.O. | Bajnokság     | Hely | Információ   | Német kupa    | Nemzetközi                |
| ------- | ---- | ------------- | ---- | ------------ | ------------- | ------------------------- |
| 2002–03 | 3    | Regionalliga  | 2    | –            | –             | –                         |
| 2003–04 | 3    | Regionalliga  | 1    | Feljutott    | –             | –                         |
| 2004–05 | 2    | 2. Bundesliga | 15   | Kiesett      | –             | –                         |
| 2005–06 | 3    | Regionalliga  | 1    | Feljutott    | –             | –                         |
| 2006–07 | 3    | Regionalliga  | 2    | –            | –             | –                         |
| 2007–08 | 3    | Regionalliga  | 1    | Feljutott    | –             | –                         |
| 2008–09 | 2    | ProA          | 8    | –            | –             | –                         |
| 2009–10 | 2    | ProA          | 8    | –            | –             | –                         |
| 2010–11 | 2    | ProA          | 1    | Feljutott    | –             | –                         |
| 2011–12 | 1    | Bundesliga    | 6    | Negyeddöntős | –             | 2 Eurocup – selejtező     |
| 2012–13 | 1    | Bundesliga    | 4    | Elődöntős    | Harmadik hely | –                         |
| 2013–14 | 1    | Bundesliga    | 1    | Bajnok       | Negyedik hely | 1 Euroleague – legjobb 16 |
| 2014–15 | 1    | Bundesliga    |      |              |               |                           |